# Juči
Jezik juči (Yuchi, Euchee) jezik je plemena Juči. Izvorna se govorio istočno od rijeke Coosa. Glavno naselje u povijesno doba bio je grad Cofitachiqui. Potomci Jučija danas žive u Oklahomi, a jezik je iznimno ugrožen.
Smatra se izoliranim jezikom, a povezan je u hipotetsku makro-siusku porodicu.

## Vanjske poveznice
- Uchean Family

1. 1 2  Ethnologue (26th ed.), pristupljeno 1. travnja 2025.